# Supermarine Seafire

Схематичне зображення палубного винищувача «Супермарін Сіфайр»

Супермарін Сіфайр (англ. Supermarine Seafire) — британський палубний одномоторний винищувач-моноплан, модифікована версія знаменитого «Спітфайра», що перебував на озброєнні повітряних сил ВМФ Британії та інших країн за часів Другої світової війни та у післявоєнний час. Літак постійно модернізувався та вдосконалювався для надійного застосування з авіаносців, і хоча мав труднощі при посадці на носій, з часом перетворився на один з найнадійніших винищувачів у своєму класі. Остання версія літака Mk 47 інтенсивно використовувалася за часів Корейської війни.

## Історія

### Розробка проекту
У травні 1938 року з появою у Королівських ВПС нового літака «Спітфайра», керівництво Британського Адміралтейства продемонструвало розробникам компанії Fairey Aviation Company жваву зацікавленість щодо створення фірмою аналогічного винищувача для палубних авіаційних формувань Королівського флоту. Проте, незважаючи на попередню домовленість між сторонами, ця пропозиція так і лишилася нереалізованою.
Напередодні Другої світової війни основу авіаційних груп винищувальної авіації Королівського військово-морського флоту становили біплани «Глостер Сі Гладіейтор», новітні, але неефективні «Блекберн Рок» і палубна версія «Харрікейна» — «Гоукер Сі Харрікейн». Характеристики цих винищувачів серйозно поступалися своїм основним суперникам — німецьким Bf 109F і Fw 190А.
Однак, перші ж бої 1939—1941 років із застосуванням цих літаків авіаносної авіації проти німецьких винищувачів довели Британському Адміралтейству, що бойова міць палубної авіації не може бути використана повною мірою: винищувальне прикриття не могло ефективно зв'язувати боєм ворожі перехоплювачі й забезпечувати надійне прикриття з повітря дій власної авіації.
У 1941 році Адміралтейство розпорядилося почати випробування «Спітфайра» модифікації VB, переобладнаного для використання з авіаносця. Попри остороги льотчиків стосовно спроможності конструкції нового винищувача витримувати грубі посадки з використанням аерофінішера та катапультних стартів, і побоювання щодо обмеженості огляду при заході на посадку для пілота, Адміралтейство наполягло на своєму й міністерство авіації погодилося на переоснащення кількох «Спітфайрів» на морський варіант з метою випробувань.

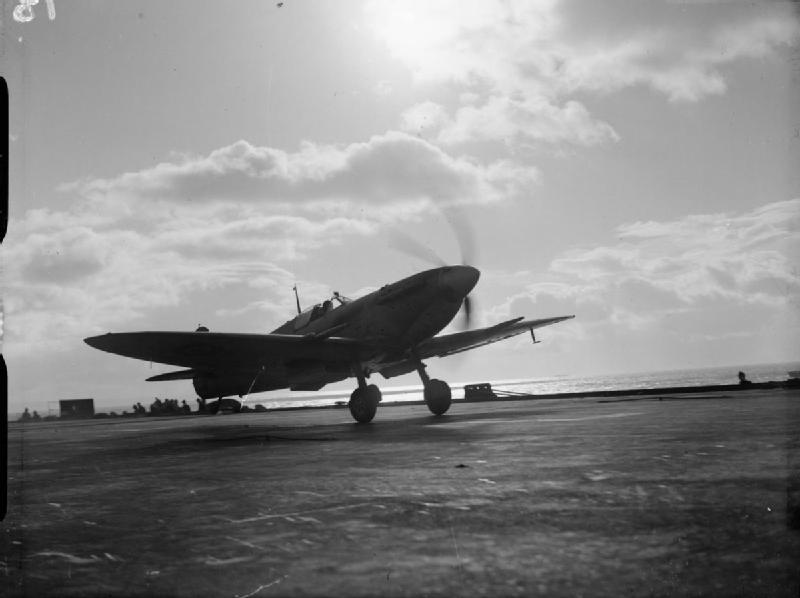
Перші зльоти винищувача «Сіфайр» з ґрунтового аеродрому на борт авіаносця HMS «Іластріас»

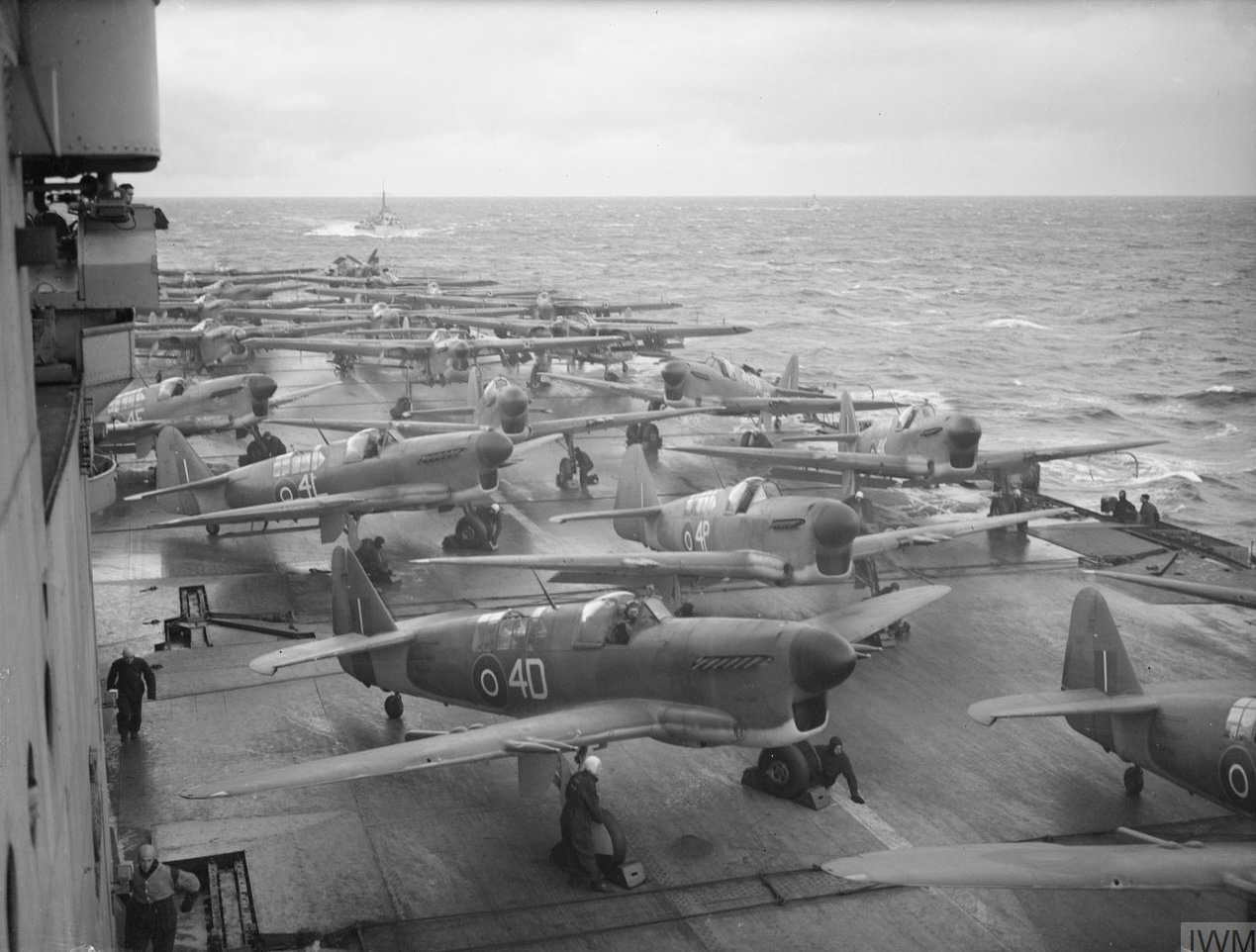
Літаки палубної авіації «Сіфайр», «Файрфлай» та «Барракуда» на палубі авіаносця «Імплакабл» перед штурмовкою німецьких позицій в Алта-фіорді, Норвегія. 26 листопада 1944

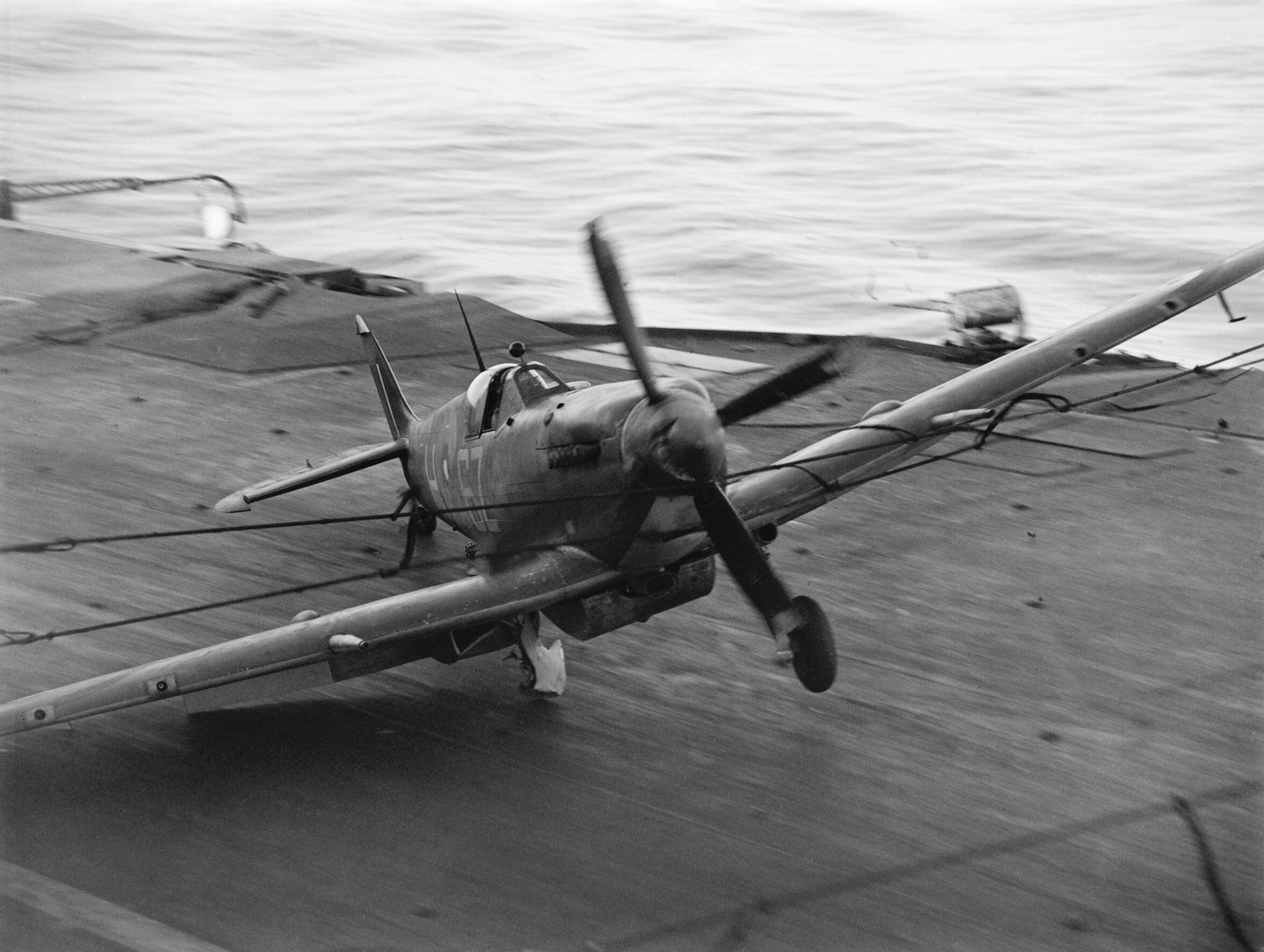
«Сіфайр» здійснює жорстку посадку на палубу авіаносця «Індіфатігебл» після завдання удару по японських нафтових об'єктах у Пангкалан Брандан, Суматра. 1 квітня 1945

Винищувач оснастили захватами для катапульти і гальмівним гаком з гідроамортизатором. Випробування проводилися на базі ВПС Ерброс і авіаносці HMS «Іластріас». Першим був обладнаний винищувач лейтенант-командера П.Бремвелла, який спочатку тренувався на макеті палуби авіаносця та на скорочену посадкову смугу, а 7 січня 1942 вперше сів на авіаносець HMS «Іластріас», що стояв у гирлі Клайда. У результаті конструкція моноплана довела достатню міцність для режимів зльоту/посадки, а також з'ясувалося, що «Спітфайр» може базуватися не тільки на великих авіаносних кораблях, а й на ескортних авіаносцях.
У вересні 1941 року Адміралтейство видало замовлення на переробку на морський варіант 250 «Спітфайрів», з них 48 — модифікації Mk Va, а решта — Mk Vb. Спочатку новий літак повинен був за традицією називатися «Сі Спітфайр», але потім назву скоротили до «Сіфайр» («морський вогонь»). Перероблені «Спітфайри» отримали найменування «Сіфайр Mk.Ib», a Mk Vb — відповідно Mk.IIC. Переробку виробляли на заводах фірм «Вестленд Ейркрафт» і «Канліф-Оуен».

### Перші зразки
15 липня 1942 року на флот розпочалося доставляння новітніх винищувачів «Сіфайр», які конструктивно відрізнялися від «сухопутної» версії лише наявністю гака, зовнішньою накладкою — посиленням у районі центроплана, шпігатами для видалення води, а також катапультними гачками, розрахованими на використання тросового повідка. Mk.IIC мав посилене крило типу С, але озброєння обмежувалося через вагу двома гарматами 20-мм автоматичними авіаційними гарматами Hispano II замість чотирьох.
Конструктивні модифікації змінили характеристики літака. Зліт/посадка на борт авіаносця були надзвичайно складними, оглядові спроможності кабіни пілота були вкрай обмежені, тому багато льотчиків хибили особливо при посадці на авіаносці. Британці зазнали більше втрат від жорстких умов експлуатації, ніж від вогню противника. Водночас, у ролі винищувача-перехоплювача ворожих літаків у повітрі, «Сіфайру» майже не було рівних.
Влітку 1942 чотири британські ескадрильї: 807-а, 880-а, 884-а і 885-а змінили свої «Сі Харрікейни» і «Фалмери» на «Сіфайри» Mk.IIC.
8 листопада 1942 року розпочалася масштабна висадка морського десанту союзників в Північній Африці — операція «Смолоскип» — в якій вперше масово застосовувалися нові палубні винищувачі. «Сіфайри» літали зі старих авіаносців «Аргус» і «Фьюріес», що мали великі Т-подібні ліфти, зроблені спеціально з розрахунку на громіздкі літаки кінця 20-х років, котрі не мали складні крила. «Сіфайри» розташовувалися також на ударних авіаносцях «Фомідебл» і «Вікторіес», але там вони не входили в ліфти і базувалися на палубі.
Першу перемогу на «Сіфайрі» здобув лейтенант-командер Лонг з 885-ї ескадрильї, який атакував в ході операції «Смолоскип» вішістський бомбардувальник «Мартін» 167. Під час розвідки військово-морської бази Тафарю «Сіфайри» атакували і збили винищувач «Девуатін»-520.

### Удосконалені варіанти
15 грудня 1942 року на експортному авіаносці HMS «Ектівіті» почалися випробування нового літака «Сіфайр». За їх результатами Адміралтейство тут же ухвалило рішення модернізувати всі наявні у складі флоту «Сіфайри» Mk.IIC на LMk.IIC. На цій облегшеній версії винищувача замість мотора «Мерлін» 45 ставили «Мерлін» 32, оскільки його характеристики дещиця перевершували дані 45-го на висотах до 2,5 км. Новий «Сіфайр» LMk.IIC, із збільшеною на 430 к.с. потужністю двигуна у землі і оснащений 4-лопатевим пропелером регульованого кроку фірми «Ротол», показав швидкопідйомність 23,36 м/с. Перші такі літаки поступили на озброєння в 807-у ескадрилью.
До грудня 1942-го ще дві ескадрильї «Сіфайрів» надійшли на озброєння флоту, а влітку наступного року вже 14 ескадрилей палубної авіації літали на цих машинах. «Сіфайр» став наймасовішим літаком у британському флоті.
У червні 1943 року вступив до строю новий авіаносець «Індомітебл» з розширеним переднім ліфтом і відразу отримав на борт 40 «Сіфайрів» Mk.IIC та LMk.IIC, зведених у трьох-ескадрильне авіакрило. Це винищувальне авіакрило стало найбільшим у британському флоті за всю війну. Навіть у великому ангарі «Індомітебла» місця катастрофічно не вистачало, і частина «Сіфайрів» залишалася на палубі. Новий корабель відразу ж перейшов до Середземного моря, де приєднався до авіаційної підтримки висадки десанту на Сицилію (операція «Хаскі»). У ході вторгнення «Сіфайри» активно використовувалися для повітряного прикриття флоту і штурмовки наземних і морських цілей. Пілоти часто сідали на ескортні авіаносці, використовуючи їх, як аеродромів підскоку. За результатами їх застосування в цій операції був зроблений висновок, що навіть армійські пілоти без якої-небудь спеціальної підготовки можуть здійснювати на «Сіфайрі» посадку на авіаносець з використанням гака.
9 серпня 1943 року розпочалася операція «Аваланч» (штурм Салерно), що стала чорним днем для «Сіфайрів». 106 літаків «Сіфайр» LMk.IIC з п'яти ескортних авіаносців здійснювали повітряне прикриття кораблів під час висадки. В умовах повного штилю винищувачі при посадці не могли використовувати зустрічний вітер і часто проскакували троси аерофінішерів, обривали крюки. За два дні розбилося 42 літака. Масова загибель «Сіфайрів» в операції «Аваланч» сильно підірвала їхню репутацію й Адміралтейство наполягло на проведенні розслідування причин високої аварійності. У результаті стало ясно, що посадковий гак недостатньо міцний, і на початку вересня пройшли випробування на ескортному авіаносці «Ревейджер» удосконаленого «Сіфайра» з посиленим крюком, який став потім стандартним для всіх літаків Mk.II. Однак, це нововведення не вирішило головних проблем винищувача і знову виникло питання про розробку нової досконалішої версії літака.
Фірма «Супермарин» оперативно спроектувала новий «Сіфайр», запровадивши, нарешті, в ньому «Z»-подібні крила, що складалися вручну. На новому «Сіфайрі», що отримав позначення Seafire Mk.III, стояв двигун «Мерлін 55» (1415 к.с. на висоті 3 350 м) з вихлопними патрубками нового типу. Mk.III літав швидше Mk.IIC на 32 км/год при тій же керованості. У листопаді 1943 нові машини надійшли у 894-у ескадрилью. Тоді ж було налагоджено виробництво маловисотної модифікації Mk.III з мотором «Мерлін 55М», що стала наймасовішою моделлю «Сіфайра» воєнного часу. Він поступив на озброєння навесні 1944 року.
«Сіфайри» Mk.III на борту авіаносців «Ілластріес» і «Ателінг» були відправлені в Індійський океан для відволікання сил японців від американського вторгнення на Маріїнські острова. Кораблі базувалися на Тринкомалі і часто виходили в море. Mk.III явно не вистачало дальності для того, щоб супроводжувати «Евенджери», і його перевели в ППО ескадри.
3 квітня 1944 року «Сіфайри» 801-ї та 880-ї ескадрилей авіаносця «Фьюріес» брали участь в атаці на німецький лінкор «Тірпіц». Разом з британськими винищувачами до прикриття бомбардувальників «Барракуда» залучалась велика кількість американських палубних винищувачів «Вайлдкет», «Хеллкет» та «Корсар», котрі значно перевершували британські в радіусі дії. Тому, головним завданням «Сіфайрів» було повітряне прикриття ударного угруповання авіаносної групи союзників, що залучалися до операції «Тангстен».
У червні 1944-го «Сіфайри» Mk.III у складі 2-ї тактичної повітряної армії літали на патрулювання південного узбережжя Англії. Трохи пізніше чотири ескадрильї Mk.III надійшли на авіаносці «Фьюріес» і «Індефатігебл». У серпні три ескортних авіаносця, оснащені «Сіфайрами» Mk.III, взяли участь в операції «Драгун» — вторгненні до Франції з півдня.
У січні 1945-го «Сіфайри» з ескортних авіаносців «Хантер», «Сталкер» і HMS «Аттакер» відзначилися в операції «Дракула» — атаці на Рангун. У той же час «Сіфайри» авіаносця «Індефатігебл» атакували разом з американцями Окінаву, а з «Імплакабла» — брали участь у боях за лагуну Трук. У липні і серпні обидва ці корабля брали активну участь в нальотах на японську територію.

### Післявоєнний час
Після завершення світової війни британський флот значно скоротив кількість своїх літаків, у зв'язку з чим усі «Сіфайри» були зняті з озброєння.
Водночас, роботи над удосконаленням відмінно зарекомендованого літака не припинялись. Адміралтейство високо оцінило його бойовий внесок у перемогу в битвах на морі й розглянуло нову пропозицію щодо встановлення на «Сіфайри» двигуна Rolls-Royce Griffon.
Перший винищувач корабельного базування «Сіфайр» F Mk XV поєднував у собі фюзеляж «Спітфайра» Mk VB, крила, що складаються «Сіфайр» Mk III, а також збільшені стабілізатор і кермо напряму, паливні баки в кореневих частинах крила і хвостове колесо, що прибиралося, як у «Спітфайра» Mk VIII. Силова установка включала двигун Griffon VI потужністю 1 850 к.с. (1 380 кВт на висоті 1 905 м). Літак розвивав на висоті 4 115 м швидкість 616 км/год. Озброєння, як і у Mk III, складалося з двох гармат і чотирьох кулеметів, на зовнішній підвісці під фюзеляжем розміщувалися 227-кілограмові бомби або паливні баки, під кожною площиною крила — по дві НАР.
Перший з трьох прототипів Mk XV піднявся у повітря в 1944 році, а перші машини надійшли в бойові ескадрильї тільки у вересні 1945 року і тому в бойових діях вони не брали участь.
До кінця червня 1946 Mk XV замінив останній з решти «Сіфайр» Мк III, ставши єдиним палубним винищувачем авіації британських ВМС. Після побудови 384 «Сіфайр» Mk XV були випущені 232 літака FR.Mk 17 (з 1947 року в британських позначеннях арабські цифри змінили римські), оснащених тим же двигуном Griffon VI. Не відрізняючись по швидкості від більш ранньої модифікації, Мк 17 перевершував її за бойовим радіусом дії та операційною гнучкістю. Перший Мк 17 поступив на службу в авіацію ВМС в 1946 році, але активні поставки почалися тільки наступного року. Мк 17 залишався в експлуатації в бойових підрозділах до 1949 року, коли його змінили Hawker Sea Fury і «Сіфайр» Mk 47.
Будучи здебільшого літаком авіації британських ВМС, «Сіфайр» обмежено використовувався за кордоном. 12 переобладнаних з морських машин Mk III потрапили в 1947 році в Ірландський авіаційний корпус, а 48 відремонтованих L.Mk III служили на борту французьких авіаносців «Діксмюд» (колишній британський «Байтер») і «Арроманш» з 1948 року і застосовувалися в Індокитаї до 1950 року, коли їх замінили на Grumman Hellcat.
Єдиними Mk XV, котрі пішли на експорт, були 20 машин, переданих до бірманських ВПС в 1951 році. Перед відправленням вони пройшли модернізацію у Великої Британії — замінювалося крило «Спітфайра» Mk XVIII на крила, що складаються, «Сіфайр» і знімалося обладнання, необхідне літаку корабельного базування. У бірманських ВПС «Сіфайри» використовувалися поряд зі «Спітфайрами» протягом чотирьох років.

## Модифікації
- Seafire Ib — 166 одиниць модифікованої за морськими стандартами версії Spitfire Vb з нескладними крилами. Оснащувалися гальмівним гаком, 118 літаків, що вироблялися Cunliffe-Owen із захватами для катапульти. Перший винищувач надійшов в червні 1942 року, залучалися до бойових дій незначною мірою.
- Seafire IIc — перша стандартна версія «Сіфайра», виготовлена в заводських умовах. Випускалася та надходила до військ разом із Seafire Ib.
- Seafire III — перша і головна модифікація «Сіфайра» зі складними крилами, що найактивнішим чином билася в Другій світовій війні. Літак випускався у значній кількості, всього до флоту надійшло 1 218 одиниць винищувачів.
- Seafire XV — удосконалена версія «Сіфайра» з новим поршневим двигуном Rolls Royce Griffon VI. Надійшла до авіації флоту наприкінці війни.
- Seafire XVII — модернізація Seafire XV зі стандартизованою краплевидною формою кабіни пілота, оновленим шасі літака, в якому використовувався посилений та подовжений масляний амортизатор з більш низьким коефіцієнт відскоку. У фюзеляжу вмонтований додатковий паливний бак на 33 галони авіаційного гасу. Крила на моделі посилювалися за рахунок основного лонжерона. Побудовано всього 232 літаки, зокрема 212 фірмою Westland та 20 Cunliffe-Owen.
- Seafire F Mk 45 та FR Mk 45 — версії «Сіфайра» з фіксованими крилами, оснащені найновішім двигуном 60-ї серії компанії Rolls-Royce — Griffon 61 з двошвидкісним компресором наддування. Прототип TM379 розроблявся на основі Spitfire F Mk 21. Перший зразок надійшов на озброєння 778-ї ескадрильї в листопаді 1946 року, однак через надзвичайну потужність силової установки мав труднощі в керуванні літальним апаратом, тому використовувався тільки для випробувальних та навчальних польотів досвідченими пілотами. Збудовано 55 одиниць літаків.
- Seafire F Mk 46 та FR Mk 46 — удосконалені версії Seafire Mk.45 зі скороченою тильною частиною фюзеляжу та кокпіту. Силова установка оснащувалася пропелером контр-обертання. Літак також мав додатковий резерв палива: 32 галони (145 л) у додатковому паливному баку в задній частині фюзеляжу та пристосування для кріплення підвісного паливного бака на 50 галонів (227 л) авіагасу. Замовлялося 200 літаків цієї модифікації, однак до ладу увійшло тільки 24, побудованих Supermarine.
- Seafire F Mk 47 та FR Mk 47 — найкраща та найдосконаліша модифікація «Сіфайра», оснащена, як і попередня версія пропелером контр-обертання. Мав складні крила. 800-а ескадрилья цих винищувачів на борту авіаносця HMS «Тріумф» брала участь у боях у Малайї під час тамтешньої війни та на початку Корейської війни. В цілому 90 винищувачів марки F Mk 47 та FR Mk 47 надійшли до складу палубної авіації британського флоту. 28 січня 1949 року о 22:00 останній «Сіфайр» вийшов з конвеєра під номером VR971.

Однак, вже в 1951 році усі «Сіфайри» були зняті з озброєння.

### Технічні характеристики модифікацій «Сіфайр»
| «Сіфайр»              | «Сіфайр» | «Сіфайр» | «Сіфайр» | «Сіфайр» | «Сіфайр» |
| --------------------- | --- | --- | --- | --- | -------- |
|                       | Seafire Mk IIc | Seafire L. Mk III | Seafire F. Mk XV | Seafire F. Mk 47                                                                                                  |          |
| Розмах крила          | 11,23 м | 11,23 м | 11,26 м | 11,26 м |          |
| Площа крила           | 22,48 м² | 22,48 м² | 22,48 м² | 22,66 м² |          |
| Довжина               | 9,12 м | 9,12 м | 10,47 м | 10,46 м |          |
| Висота                | 3,02 м | 3,02 м | 3,02 м | 3,88 м |          |
| Вага порожнього       | 2 160 кг | 2 258 кг | 2 267 кг | 3 938 кг |          |
| Злітна вага           | 3 175 кг | 3 465 кг | 2 911 кг | 4 627 кг |          |
| Двигун                | Rolls-Royce Merlin 46 | Rolls-Royce Merlin 55M | Rolls Royce Griffon VI | Rolls Royce Griffon 88                                                                                            |          |
| Потужність двигуна    | 1 415 к.с. на висоті 4 267 м | 1 585 к.с. на висоті 838 м | 1 850 к.с. на висоті 609 м | 2 350 к.с. на висоті 380 м                                                                                        |          |
| Питома потужність     | 0,33 кВт/кг | 0,36 кВт/кг | 0,39 кВт/кг | 0,30-0,36 кВт/кг                                                                                                  |          |
| Навантаження на крило | 133 кг/м² | 137 кг/м² | 161 кг/м² | 205-240 кг/м² |          |
| Максимальна швидкість | 536 км/год | 594 км/год | 594 км/год | 760 км/год |          |
| Швидкопідйомність     | 1 240 м/хв. | 1 653 м/хв. | 1 653 м/хв. | 1 464 м/хв. |          |
| Практична стеля       | 11 460 м | 9 753 м | 11 277 м | 13 135 м |          |
| Бойовий радіус        | 698 км | 821 км | 605 км | 652 км |          |
| Перегінна дальність   | 1 207 км з ППБ на 60 гал | 1 239 км з ППБ на 60 гал | 1 453 км з ППБ на 90 гал | 2 374 км з ППБ на 90 гал                                                                                          |          |
| Озброєння             | - 2 × 20-мм гармати Hispano II; з магазином на 60 снарядів кожна - 4 × 7,69-мм авіаційні кулемети М1919; 350 набоїв на кожен - 2 × 113-кг або 1 × 227-кг бомби | - 2 × 20-мм гармати Hispano II; з магазином на 120 снарядів кожна - 4 × 7,69-мм авіаційні кулемети М1919; 350 набоїв на кожен - 2 × 113-кг або 1 × 227-кг бомби | - 2 × 20-мм гармати Hispano II; з магазином на 120 снарядів кожна - 4 × 7,69-мм авіаційні кулемети М1919; 350 набоїв на кожен - 2 × 113-кг або 1 × 227-кг бомби | - 2 × 20-мм гармати Hispano V; 120 снарядів внутрішній магазин, 150 — підвісний - 8 × НАР RP-3 - 3 × 230-кг бомби |          |